# Marcel Wagner
Marcel Wagner (* 15. November 1982 in Böblingen) ist ein deutscher Hörfunk- und Fernsehmoderator.

## Leben
Wagner wuchs in Weil der Stadt in Baden-Württemberg auf. Er studierte an der Steinbeis-Hochschule Berlin, seit 2013 hat er einen Abschluss als Bachelor of Arts. Er war bei einer Freiwilligen Feuerwehr.

## Karriere
Während und nach der Schulzeit arbeitete Wagner bei einem Krankenhaussender, besuchte einen Sprechtrainer und nahm an einer Moderationsausbildung beim damaligen Stuttgarter Lokalsender „Stadtradio – die Hitgarantie“ teil. 2002 kam Wagner als Volontär zum bayerischen Jugendsender Radio Galaxy, wo er knapp drei Jahre lang die tägliche Nachmittagsshow moderierte. Zudem war er als Nachrichtensprecher und Moderator beim Regensburger Sender Gong FM tätig. 2004 wechselte er als Moderator, Nachrichtensprecher und Redakteur zum SWR-Jugendprojekt Dasding und anschließend in die Morningshow „Sputnik – Fett geweckt mit Nora und Marcel“ zum MDR nach Halle. Seit 2006 ist Marcel Wagner für den Jugendsender des Hessischen Rundfunks You FM tätig. Dort moderierte er unter anderem mit Rob Green und Daniel Hartwich die „You FM-Roadshow“.
Außerdem moderierte Wagner ab dem 15. Januar 2008 zusammen mit anderen Moderatoren die TV-Sendung „on3-südwild“ (anfangs: „Südwild“) im Bayerischen Fernsehen und ab 2009 parallel bei on3-radio. Seit 2009 ist er in Bayern 3 zu hören. Vor und während der Bundestagswahl 2009 war Wagner Reporter für das ARD-Morgenmagazin („Der Bundespraktikant“), das Bayerische Fernsehen und die ARD-Jugendwellen in Berlin. 2014 nahm er am „Qualifikationsprogramm Moderation“ von Wieland Backes, SWR und der Hochschule der Medien in Stuttgart teil.
Er war als Dozent und Medientrainer an der Akademie Deutsche POP tätig und gehörte von Juli 2016 bis Dezember 2024 zum Moderatorenteam von n-tv.
Wagner arbeitet seit Januar 2014 beim regionalen Fernsehsender Regio TV Schwaben in Ulm. Seit 2016 moderiert er beim Popmusik-Programm hr3 des Hessischen Rundfunks. 2020 war er außerdem als Moderator von RTL Aktuell in Guten Morgen Deutschland im Einsatz.

## TV-Moderationen
- 2008–2011: Südwild, on3-südwild im Bayerischen Fernsehen
- 2009–2015: Verschiedene Tätigkeiten als TV-Reporter, u. a. vor und während der Bundestagswahl 2009 für das ARD-Morgenmagazin, als Wissenschaftsreporter für die ARD-Sendung Planet Wissen sowie als Live-Reporter für die Nachrichtenformate im rbb Fernsehen
- seit 2014: Moderator der Gesprächsformate alpha-Forum in BR-alpha, ARD-alpha sowie Auf ein Bier mit… bei Regio TV Schwaben
- 2016–2024: Moderator bei n-tv
- 2020: Moderator der News in Guten Morgen Deutschland bei RTL Television
- seit 2021: Hessenschau kompakt

## Radio-Moderationen
- 2002–2005: Radio Galaxy und gong fm
- 2005: Dasding, SWR
- 2005–2006: MDR Sputnik
- seit 2006: You FM, Hessischer Rundfunk
- 2008–2011: on3-radio, Bayerischer Rundfunk
- seit 2009: Bayern 3, Bayerischer Rundfunk
- seit 2016: hr3, Hessischer Rundfunk